# Qualiano
Qualiano (AFI: in italiano /kwa'ljano/, e in nap. Qualiano /kwa'ljanə/) è un comune italiano di 24 617 abitanti della città metropolitana di Napoli in Campania.

## Geografia fisica
Il territorio di Qualiano si trova nella Pianura Campana nel cosiddetto comprensorio giuglianese. È pressoché pianeggiante.

## Origini del nome
Sull'origine del nome "Qualiano" sono state formulate numerose ipotesi, alcune delle quali più fantasiose, altre meno. Così, vi è chi vorrebbe che tale nome derivasse da Colo Ianum, per un preteso culto di Giano, che vi sarebbe stato praticato; chi lo farebbe discendere da una (inopinata) gens Quelia; chi, ancora, deformandolo in "Guagliano" ("ager Qualianus"), vi fa avvertire la presenza delle quaglie; chi, infine, lo riconduce a Guaidanum, dal sassonico Wald (=bosco), nel senso di "città nel bosco".
Diciamo subito che, se non vi è prova della diffusione del gentilizio Quelius, né di una risalente pratica della caccia alla quaglie, le due tesi più solide sarebbero quelle che richiamano, rispettivamente, al culto di Giano e alla natura boscosa dei luoghi. Tuttavia, ci sembra che anche la divinità bifronte dei romani non possa trovare grande seguito, sotto il profilo etimologico, tanto più che la tesi, così formulata, parrebbe riprendere le fantasie circa il culto di Pan a Panicocolo. Una statua del dio Giano fu rinvenuta a Qualiano; ma di qui a voler identificare con Giano il nume tutelare degli antichi qualianesi ne corre.
Viceversa, sembra attendibile l'ipotesi della derivazione de Gaudianum. Intanto, il toponimo "Gualdo" (<Wald) è variamente diffuso in tutto il territorio del ducato longobardo, e Capua è abbastanza vicina e ben collegata a Qualiano, grazie alla via Campana; inoltre, fino alla seconda metà del secolo scorso, gran parte del territorio di Qualiano era coperta da vegetazione boschiva; infine, in periodo angioino, si riscontra la forma Coliana (<Colianum).

## Storia

### Epoca romana
Le notizie storiche sull'origine di Qualiano vengono avvalorate e confrontate da svariati ritrovamenti archeologici che lasciano supporre, senza ombra di dubbio, il ruolo e la funzione del borgo romano di Collana, soprattutto se viene proiettato in quel fenomeno che investì tutti i centri della Campania e meridionali dominati da colonie greche prima e poi romane.
Storicamente si conosce la tragica fine dell'egemonia greca della città di Cuma, avvenuta nell'anno 334 a.C. per opera dei Romani, che da Capua giungevano a Cuma per proseguire via mare. Di conseguenza questa nuova realtà politica d'espansione della nascente civiltà romana interessò anche Qualiano, data la sua posizione geografica: punto nodale per raggiungere Cuma da Capua a Roma. Di questo antico tracciato viario è testimone l'antica strada consolare campana che raggiungeva Capua, Aversa e Pozzuoli.
Alcuni ritrovamenti archeologici fanno, inoltre, supporre che fosse un centro prediletto dal patriziato romano per il clima salubre e la florida vegetazione (lo storico Tito Livio descrisse e decantò le ricchezze naturali dell'intero agro giuglianese).
Resti di statue in marmo acefale, murature in opus reticulatum e latericium, pavimentazioni in mosaico colorato della fine del I secolo a.C. - inizio I secolo d.C.; enormi vasi di creta per la conservazione di derrate alimentari (grano, orzo, ecc.), una cisterna per la raccolta dell'acqua a forma rettangolare con copertura a volta.
Una necropoli del IV secolo a.C. venne alla luce durante i lavori per la costruzione del primo intervento di case popolari (in via Cavour). Erano ventidue tombe, di cui la maggior parte a casse in blocchi di tufo giallo, sei erano alle Cappuccine e un sarcofago monolitico in tufo e vi si trovarono svariati elementi di arredo funerario: dal lacrimatoio al cratere, vasi a vernice nera: Askos, Skyphos, ecc. Tutto ciò si poteva ammirare al Museo archeologico nazionale di Napoli, nella sala LX «La Necropoli di Qualiano», smantellata poiché il museo ha proceduto al riallestimento delle singole collezioni e a una dislocazione più organica di esse all'interno dell'edificio.
Le testimonianze finora elencate sono venute alla luce interessando una zona urbana unitaria: la località San Pietro ad Aram, avendo come capisaldi l'Alveo dei Camaldoli, tratto della consolare campana e la località Pioppitelli (via Palumbo); difatti quest'area era caratterizzata da una strada lunga nella quale sono venute alla luce tombe, ville patrizie, cisterne per la conservazione dell'acqua e una villa rustica di notevole interesse storico-archeologico per il materiale rinvenuto che va dal IV secolo a.C. al III secolo d.C.: ceramica a vernice nera «campana», unguentari, monete bronzee dell'imperatore Decio Traiano, lame di ferro di attrezzi agricoli, frammenti di vetro, ecc.
Dalla lettura di questa realtà archeologica si può supporre che Qualiano fosse un centro di stazionamento per le legioni di soldati romani che scendevano da Roma per proseguire verso Cuma: una «Statio romana».
Dagli scavi effettuati non sono venuti alla luce né mura di difesa, né altra struttura con lo stesso scopo.
Già nel IV secolo a.C. Qualiano registra la presenza del popolo sannita, mentre per la formazione di un centro o villaggio agricolo (fagus) si deve risalire al III secolo a.C. con la presenza del popolo osco-sannita, che raggiunse la massima importanza e crescita urbana nel IV o V secolo d.C. durante il periodo di decadenza romana.

### Epoca moderna
Qualiano dal 1340 al 1805 fu feudo del monastero di Santa Chiara in Napoli.
Con il decennio francese, nel 1806 furono emanate le Leggi eversive della feudalità che decretarono la fine di tutti i privilegi feudali nel Regno di Napoli e l'inizio delle Amministrazioni comunali. Qualiano dal 1806 al 1836 venne aggregato al Comune di Panicocoli (Villaricca), ma il 5 settembre 1836 Ferdinando II, con proprio decreto, le conferì l'autonomia amministrativa.

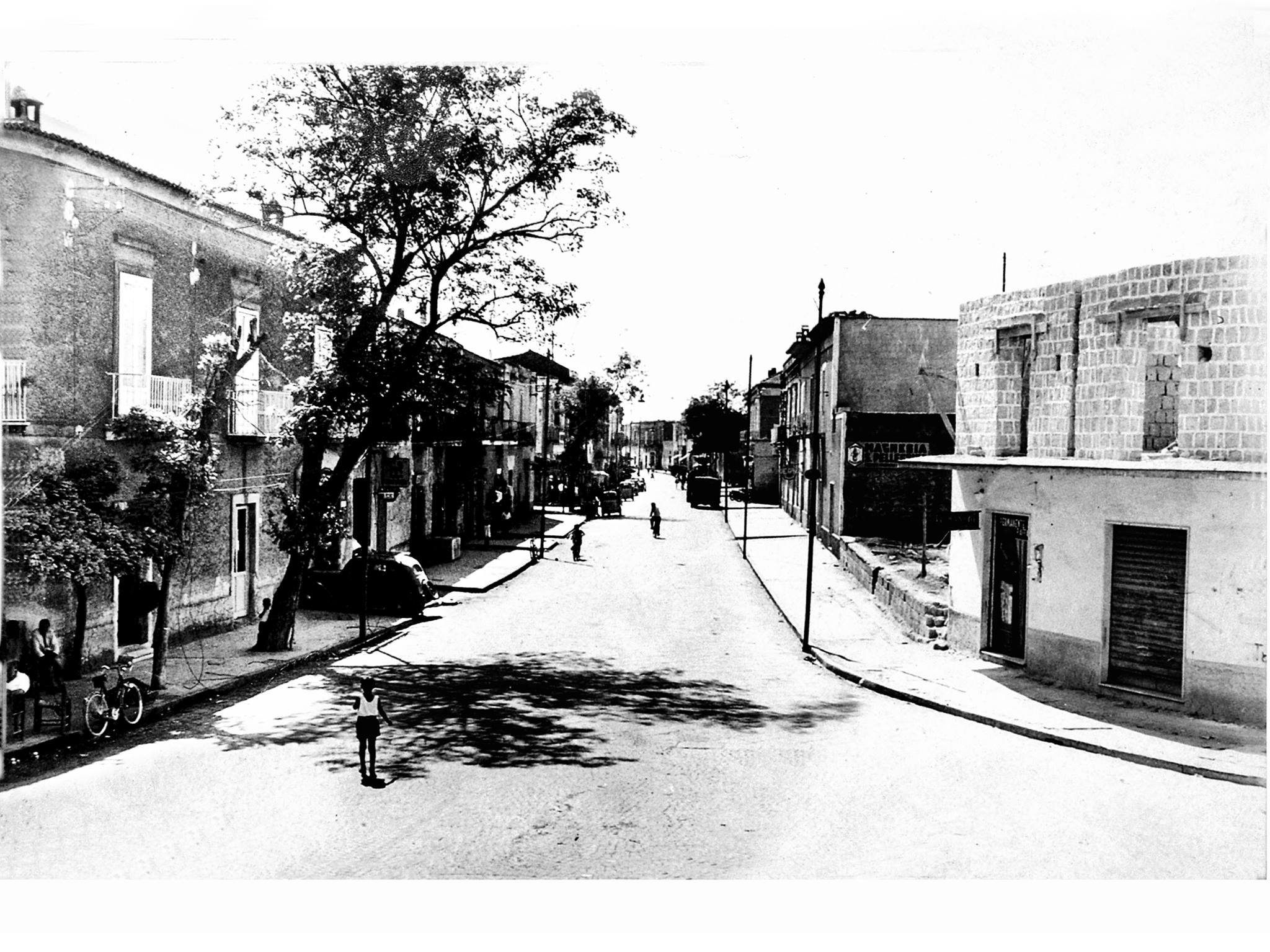
Corso Campano intorno al 1940

I periodi storici che si susseguono in questo arco di tempo - da quello angioino-aragonese a quello del vice regno spagnolo (1500 e 1600) - interessano relativamente il modesto agglomerato di Qualiano, mentre notevole importanza, sotto il profilo urbanistico, ebbe il secondo periodo borbonico (1815-1860), durante il quale Qualiano ebbe benefici grazie alla costruzione di via Santa Maria a Cubito e della nuova via Campana.

## Monumenti e luoghi d'interesse
- Chiesa di Santo Stefano (XVII secolo), con una pianta a croce latina e tre navate[15], ospita dipinti di Nicola Cacciapuoti[16], alcune tele si potrebbero attribuire alla scuola napoletana di Luca Giordano[17].
- Chiesa di Maria Santissima Immacolata (2009)
- Resti dell'Antica via consolare campana[18][19]
- Ponte Surriento realizzato nell’anno 1850 all'epoca di Ferdinando II di Borbone[20]
- Monumento ai caduti (1934)[21]
- Masseria del Cardinale, testimonianza della civiltà contadina insieme a Masseria del Principe, Masseria di san Pietro ad Aram e Masseria pozzo nuovo.
- Cavità sotterranee del centro storico utilizzate un tempo per l'estrazione del tufo[22][23]
- Alveo della collina dei Camaldoli che delimita, in parte, il confine sud del Comune

## Società

### Evoluzione demografica
Abitanti censiti

### Nome abitanti
I suoi abitanti, i qualianesi, vengono anche chiamati “panza tosta” o in napoletano "panzatuosti".

### Religione
Il comune fa parte della diocesi di Aversa, il santo patrono è santo Stefano.

## Infrastrutture e trasporti

### Strade
Qualiano è servita dall'omonima uscita dell'Asse Mediano e dalla Circumvallazione Esterna di Napoli. Il comune è attraversato da due importanti assi viari, quali la nuova via Campana e la via Santa Maria a Cubito.

### Ferrovie

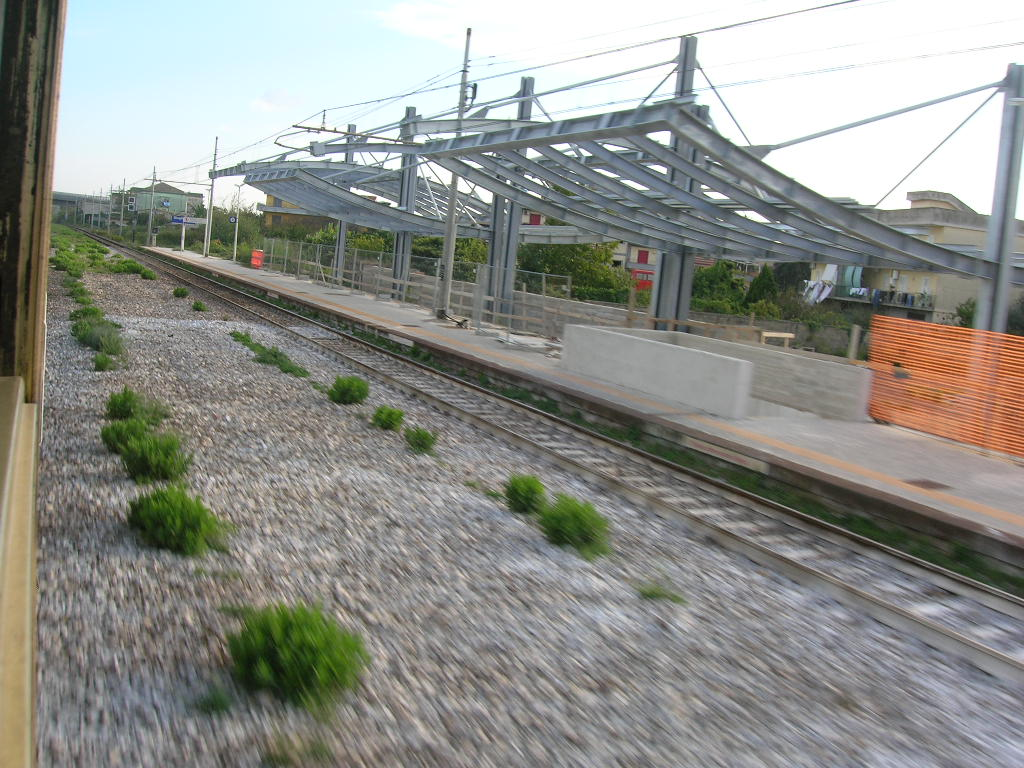
Stazione ferroviaria Giugliano-Qualiano

La Stazione di Giugliano-Qualiano delle Ferrovie dello Stato è posta lungo la ferrovia Villa Literno-Napoli e servita dai treni regionali Villa Literno-Napoli Campi Flegrei svolti da Trenitalia nell'ambito del contratto di servizio stipulato con la Regione Campania.
La stazione ha uno scarsissimo movimento in quanto è situata ad una notevole distanza dai centri abitati.

### Mobilità urbana
Il comune è servito dalle linee della E.A.V. (che ha assorbito le linee della ex CTP), azienda aderente al Consorzio UnicoCampania, che vengono utilizzate prevalentemente per arrivare alla stazione di Chiaiano che collega con il centro di Napoli.
Progetti intercomunali
Nel dicembre del 2022 venne approvato dalla Città Metropolitana di Napoli il nuovo Piano Urbano della Mobilità Sostenibile, che prevedeva la progettazione di un collegamento, tramite bus o tramvia a sede riservata, detta Gronda Ovest, che dalla stazione di Chiaiano della Linea 1 sarebbe passata per i comuni di Mugnano, Marano, Calvizzano, Villaricca, Qualiano e Giugliano in Campania, fino alla stazione di Licola della Circumflegrea.
Il 28 gennaio 2025 venne presentato il piano del Comune e della Città metropolitana di Napoli per il potenziamento del trasporto di massa, e tra i progetti presentati da far finanziare al Ministero dei Trasporti venne riproposto il progetto "Gronda Ovest" come monorotaia sopraelevata che da Scampia segue il tragitto della Circumvallazione Esterna di Napoli e collega Mugnano, Villaricca, Giugliano e Qualiano.

## Amministrazione
| Periodo          | Periodo          | Primo cittadino             | Partito | Carica  | Note                        |
| ---------------- | ---------------- | --------------------------- | ------- | ------- | --------------------------- |
| 1972             | 1986             | Stefano Morgera             | DC      | Sindaco | [ 30 ]                      |
| 1986             | 1988             | Mario Cacciapuoti           | DC      | Sindaco | [ 30 ]                      |
| 21 novembre 1988 | 7 giugno 1990    | Stefano Morgera             | DC      | Sindaco | [ 30 ]                      |
| 19 luglio 1990   | 3 luglio 1991    | Michele Schiano di Visconti | DC      | Sindaco | [ 30 ]                      |
| 23 luglio 1991   | 21 giugno 1993   | Mario Cacciapuoti           | DC      | Sindaco | [ 30 ]                      |
| 21 giugno 1993   | 12 maggio 1997   | Pasquale Galdiero           | DC      | Sindaco | [ 30 ]                      |
| 12 maggio 1997   | 7 gennaio 2006   | Michele Schiano di Visconti | FI      | Sindaco | Eletto per due consiliature |
| 13 giugno 2006   | 10 dicembre 2007 | Pasquale Galdiero           | DL      | Sindaco | [ 30 ]                      |
| 15 aprile 2008   | 14 giugno 2013   | Salvatore Onofaro           | PdL     | Sindaco | [ 30 ] [ 31 ]               |
| 2 luglio 2013    | 26 giugno 2018   | Ludovico De Luca            | PD      | Sindaco | [ 30 ]                      |
| 25 giugno 2018   | 13 maggio 2023   | Raffaele De Leonardis       | NcI     | Sindaco | [ 30 ]                      |
| 17 maggio 2023   | in carica        | Raffaele De Leonardis       | FdI     | Sindaco | [ 30 ] [ 32 ]               |

## Cultura

### Media
Il Comune di Qualiano ospita sul suo territorio due media locali: Radio MB International, una stazione radio FM che trasmette dal 1979, e il quotidiano di informazione on-line Punto! il web Magazine.